# Індіанаполіський симфонічний оркестр
Індіанаполіський симфонічний оркестр (англ. Indianapolis Symphony Orchestra) - американський симфонічний оркестр, що базується в місті Індіанаполісі.
Заснований у 1930 році місцевим професором скрипки Фердінандом Шефером. З 1938 року працює на професійній основі.
Серед значних сторінок історії оркестру — європейські гастролі 1987, 1993 та 1997 років, щотижнева радіопрограма «Індіанаполіс в ефірі» за участю оркестру, що працює з 1994 року.

## Музичні керівники
- Фердинанд Шефер (1930 - 1937)
- Фабіан Севіцький (1937 - 1955)
- Ізлер Соломон (1956 - 1975)
- Джон Нельсон (1976 - 1987)
- Реймонд Леппард (1987 - 2001)
- Маріо Венцаго (з 2002)